# Ханхонгор

 Ханхонгор  (монг.  Ханхонгор?, ᠬᠠᠩᠬᠣᠩᠭ᠋ᠤᠷᠰᠤᠮ ?, монг.  Ханхонгор сум?,  ᠬᠠᠩᠬᠣᠩᠭ᠋ᠤᠷᠰᠤᠮ 
ᠰᠤᠮᠤ?) — сомон монгольского аймака Умнеговь (Южно-Гобийского аймака). Центр сомона — Угуумур — находится в 25 км от административного центра аймака — города Даланзадгад; расстояние до столицы страны Улан-Батора — 533 км.
Площадь сомона составляет 9 931 кв. км. На территории находятся горы Зуунсайхан (2800 м), Дунд сайхан, Тахилга (1716 м), Тээг, Залаахайрхан, Их, Бага Уул (1692 м), Улзийт (1894 м), Дулаан (1834 м). Большую часть территории сомона занимают долины Угуумур, Жаргалант, Мандах, Халзан, Шавагтай, Хондот. Имеются запасы драгоценных камней, угля, свинца, химического и строительного сырья. 
Озёра — Улаан, Шавагтай, Эргийн Ус. Животный мир представлен лисами, волками, корсаками, манулами, зайцами, куланами, горными баранами, дикими козами. По данным на 2010 год в сомоне насчитывается 62 285 голов скота.  
Климат резко континентальный. Средняя температура января составляет –15-20°C, июня — +24-25°C. За год в среднем выпадает до 100-200мм осадков. 
Население — 2 236 человек. На территории сомона имеются школа, больница, мастерские.